# NGC 4100
NGC 4100 est une galaxie spirale relativement rapprochée et située dans la constellation de la Grande Ourse. NGC 4100 a été découverte par l'astronome germano-britannique William Herschel en 1788.

## Caractéristiques
La classe de luminosité de NGC 4100 est II-III et elle présente une large raie HI. Elle renferme également des régions d'hydrogène ionisé.

### Distance
Sa vitesse par rapport au fond diffus cosmologique est de 1 272 ± 14 km/s, ce qui correspond à une distance de Hubble de 18,76 ± 1,33 Mpc (∼61,2 millions d'al).
À ce jour, 28 mesures non basées sur le décalage vers le rouge (redshift) donnent une distance de 19,496 ± 3,199 Mpc (∼63,6 millions d'al), ce qui est à l'intérieur des valeurs de la distance de Hubble. Puisque cette galaxie est relativement rapprochée du Groupe local, cette distance est peut-être plus près de sa distance réelle que la distance de Hubble. Notons que c'est avec la valeur moyenne des mesures indépendantes, lorsqu'elles existent, que la base de données NASA/IPAC calcule le diamètre d'une galaxie.

### Luminosité dans l'infrarouge
La luminosité de la galaxie NGC 4100 dans l'infrarouge lointain (de 40 à 400 µm)  est égale à 6,76 × 109 {\displaystyle L_{\odot }} (109,83{\displaystyle L_{\odot }}) et sa luminosité totale dans l'infrarouge (de 8 à 1 000 µm) est de 1,10 × 1010 {\displaystyle L_{\odot }} (1010,04{\displaystyle L_{\odot }}).

## Morphologie

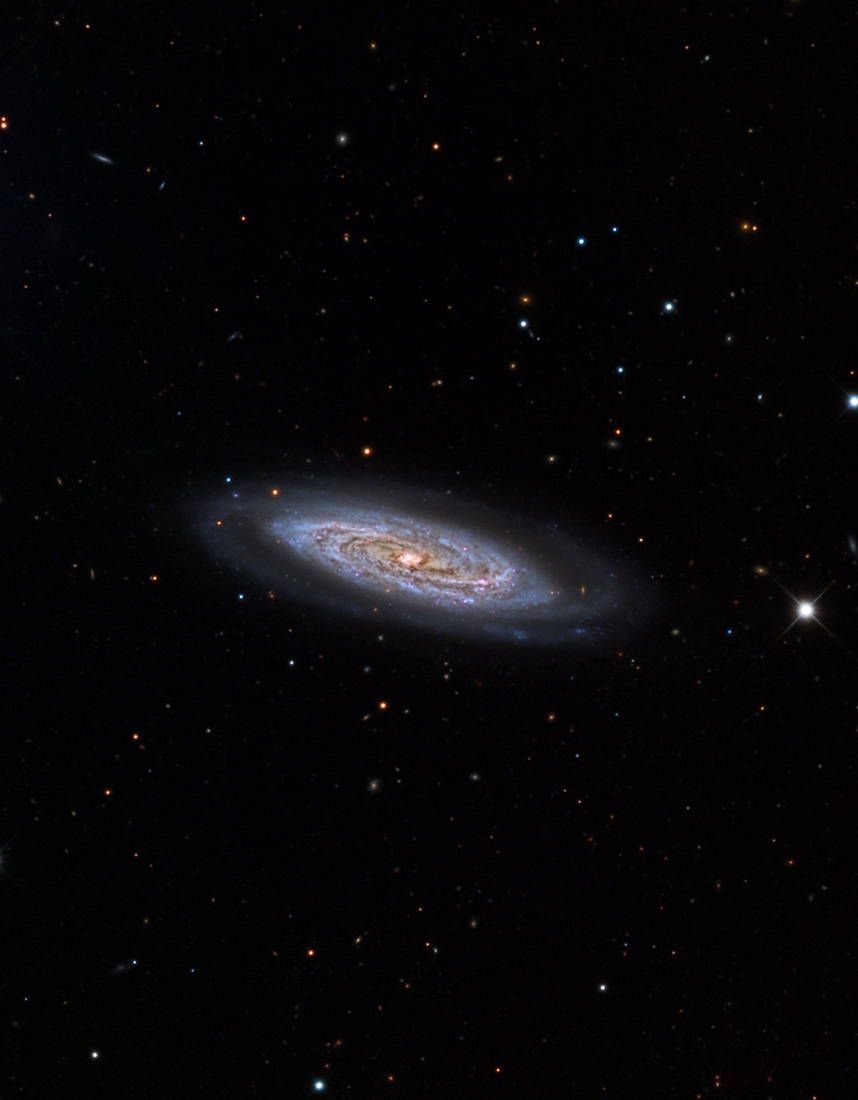
NGC 4100 par Adam Block (Observatoire du mont Lemmon/Université de l'Arizona).
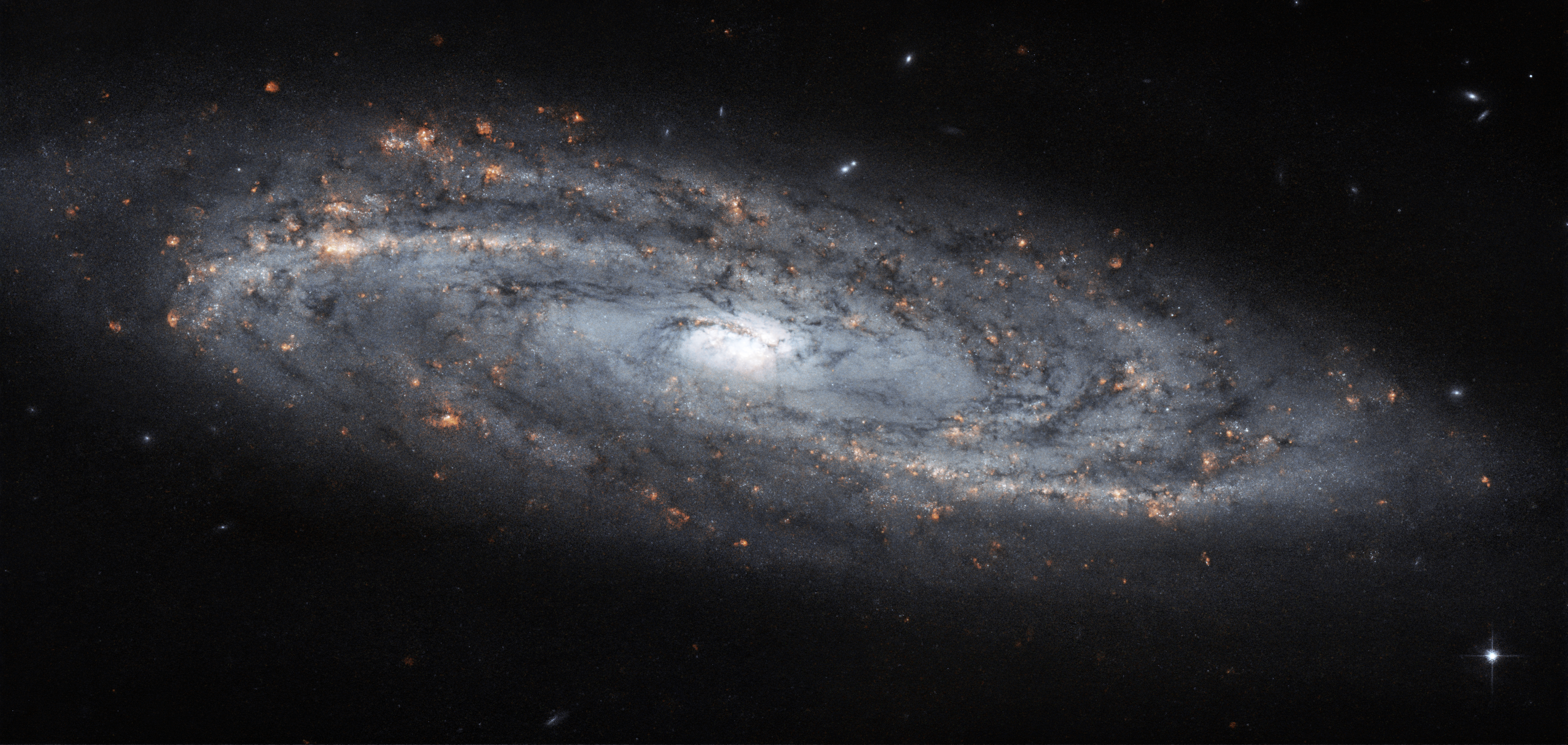
NGC 4100 par le télescope spatial Hubble.
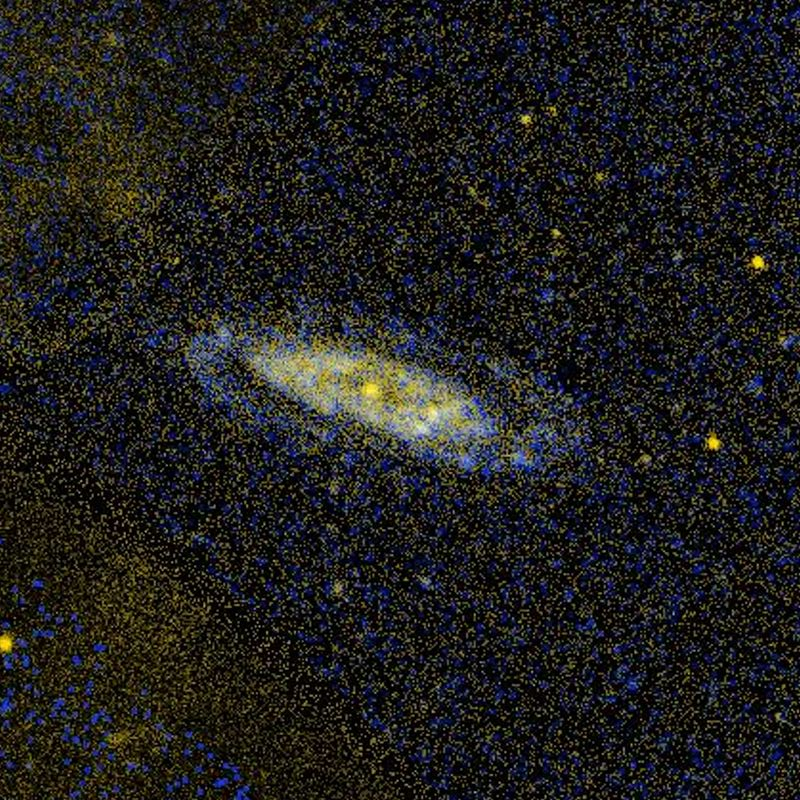
NGC 4100 dans le domaine de l'ultraviolet (GALEX).
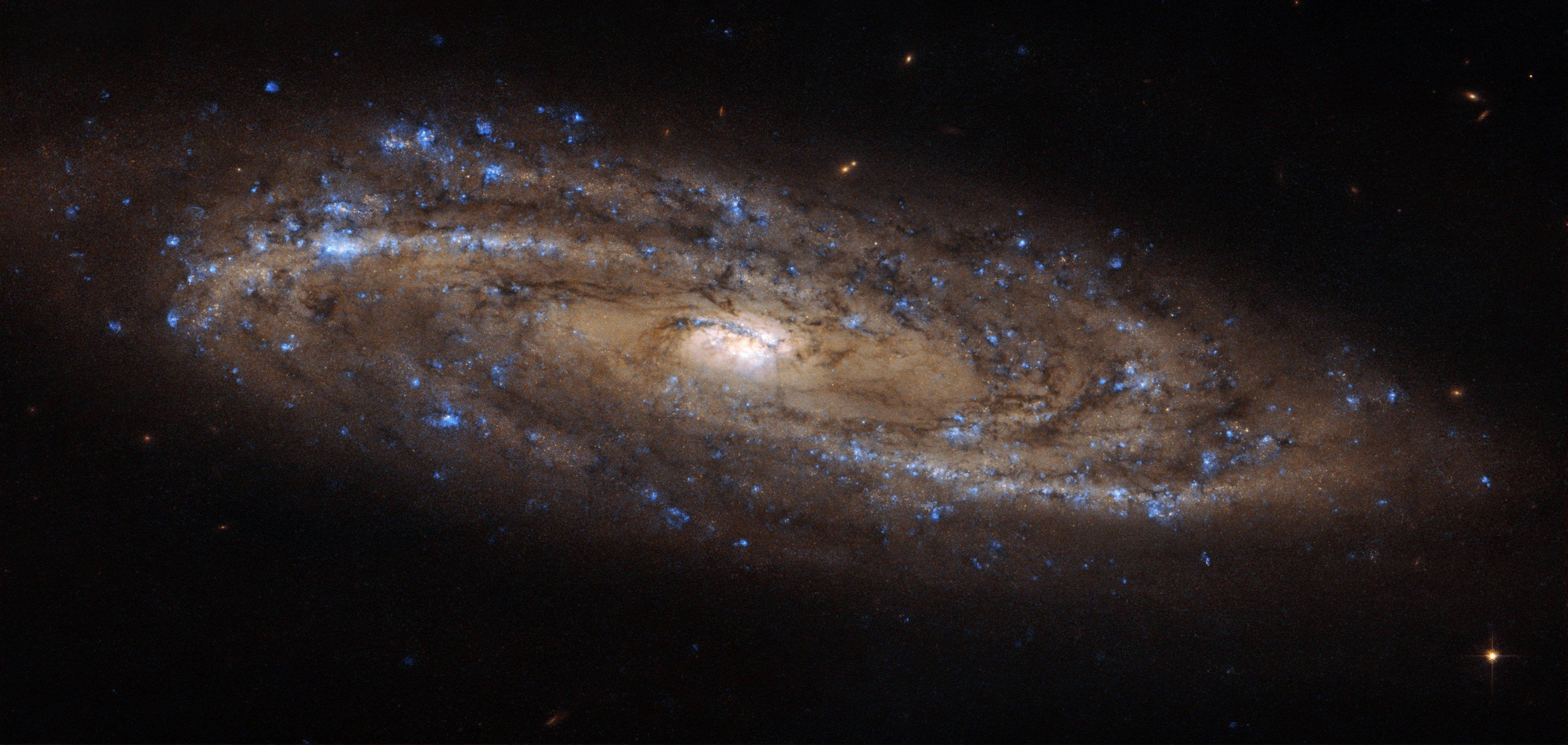
NGC 4100 par l'instrument Advanced Camera for Surveys (ACS) du télescope spatial Hubble.

NGC 4100 a été utilisée par Gérard de Vaucouleurs comme une galaxie de type morphologique (R')SA(s)bc dans son atlas des galaxies,.
Eskridge, Frogel et Pogge ont publié un article en 2002 décrivant la morphologie de 205 galaxies spirales ou lenticulaires rapprochées. Les observations ont été réalisées dans la bande H de l'infrarouge et da.ns la bande B (le bleu). Selon Eskridge et ses collègues, NGC 4100 est de type Sbc dans la bande B et SBbc dans la bande H. NGC 4100 est vue presque par la tranche. Son noyau brillant est décalé vers l'ouest du centre des isophotes du bulbe externe. Le bulbe est traversé par une étroite barre bien déféni. Le motif spiralé à deux bras commence aux extrémités de la barre. Après un enroulement de 180°, les bras bifurquent. Ils sont assez lisses et présentent quelques nœuds sur le côté sud. Les bras sont intégrés dans un disque de faible brillance de surface.  

### Un disque entourant le noyau
Grâce aux observations du télescope spatial Hubble, on a détecté un disque de formation d'étoiles autour du noyau de NGC 4100. La taille de son demi-grand axe est égale à 490 pc (~1 600 années-lumière).

## Groupe de M109 et de M101
NGC 4100 fait partie d'un vaste groupe de galaxies qui compte au moins 41 membres, le groupe de M109 (NGC 3992). On retrouve parmi ses membres les galaxies NGC 3726, NGC 3782, NGC 3870, NGC 3877, NGC 3893, NGC 3896, NGC 3917, NGC 3922, PGC 37217 (identifié faussement à NGC 3924), NGC 3928, NGC 3931, NGC 3949, NGC 3953, M109 (NGC 3992), NGC 4010, NGC 4026, NGC 4085, NGC 4088, NGC 4102, NGC 4142, NGC 4157, NGC 4217 et NGC 4220.
D'autre part, dans un article publié en 1998, Abraham Mahtessian NGC 4100 fait aussi partie d'un groupe plus vaste qui compte plus de 80 galaxies, le groupe de M101. Plusieurs galaxies de la liste de Mahtessian se retrouvent également dans d'autres groupes décrits par A.M. Garcia, soit le groupe de NGC 3631, le groupe de NGC 3898, le groupe de M109 (NGC 3992), le groupe de NGC 4051, le groupe de M106 (NGC 4258) et le groupe de NGC 5457.
Plusieurs galaxies des six groupes de Garcia ne figurent pas dans la liste du groupe de M101 de Mahtessian. Il y a plus de 120 galaxies différentes dans les listes des deux auteurs. Puisque la frontière entre un amas galactique et un groupe de galaxie n'est pas clairement définie (on parle de 100 galaxies et moins pour un groupe), on pourrait qualifier le groupe de M101 d'amas galactique contenant plusieurs groupes de galaxies.

## Amas de la grande Ourse et superamas de la Vierge
Les groupes de M101 et de M109 font partie de l'amas de la Grande Ourse, l'un des amas galactiques du superamas de la Vierge.